# Pålsboda kyrka

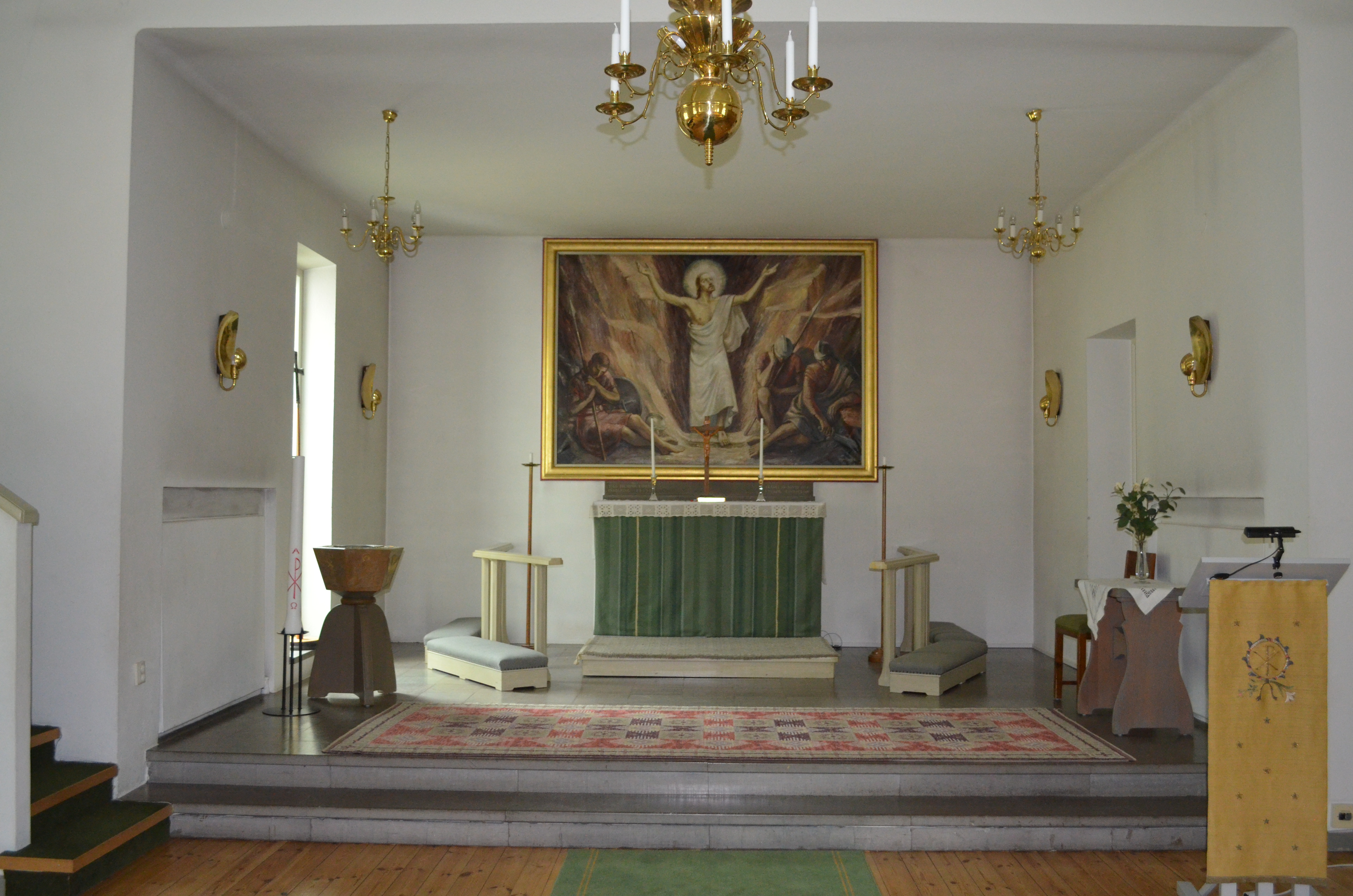
Pålsboda kyrkosal

Pålsboda kyrka är en kyrkobyggnad i Strängnäs stift som tillhör Sköllersta församling. Kyrkan ligger högt på en tallbevuxen ås inne i Pålsboda samhälle.

## Kyrkobyggnaden
Byggnadskomplexet, som är uppfört 1934–1936 efter ritningar av arkitekt Martin Westerberg, består av kyrka och vinkelbyggd församlingslokal. Kyrkan har rektangulärt långhus med smalare, rakt avslutat kor; avdelat vapenhus i långhusets västra del. Ingång finns i väster. Exteriören är vitputsad och genombryts av stickbågiga och runda fönsteröppningar. Byggnaden täcks av ett brant, tegeltäckt sadeltak. Det ljusa kyrkorummet har tunnvälvt innertak med profilerad taklist.
Vid kyrkokomplexet finns en fristående klockstapel klädd med stående, faluröd träpanel. Ovanpå stapeln finns en smal, nedåt utsvängd, skifferklädd spira.

## Inventarier
- Altartavlan är målad av Torsten Nordberg.

### Orgel
- Tidigare användes ett harmonium i kyrkan.
- Den nuvarande orgeln är byggd 1949 av Åkerman & Lund, Sundbybergs stad och är en pneumatisk orgel. Den har två fria kombinationer, fyra fasta kombinationer och registersvällare.

| Huvudverk I      | Svällverk II      | Pedal            | Koppel    |
| Principal 8´     | Rörflöjt 8´       | Subbas 16´       | I/P       |
| Gedackt 8´       | Salicional 8´     | Gedackt 8´ (tr)  | II/P      |
| Oktava 4´        | Gemshorn 4´       | Koralbas 4´ (tr) | II/I      |
| Rörflöjt 4´      | Nasard 2 2/3'     |                  | I 4'/I    |
| Octava 2'        | Blockflöjt 2'     |                  | II 16'/I  |
| Mixtur 3-4 chor' | Ters 1 3/5'       |                  | II 16'/II |
|                  | Skalmeja 8'       |                  |           |
|                  | Tremulant         |                  |           |
|                  | Crescendosvällare |                  |           |